# Jane Wyman

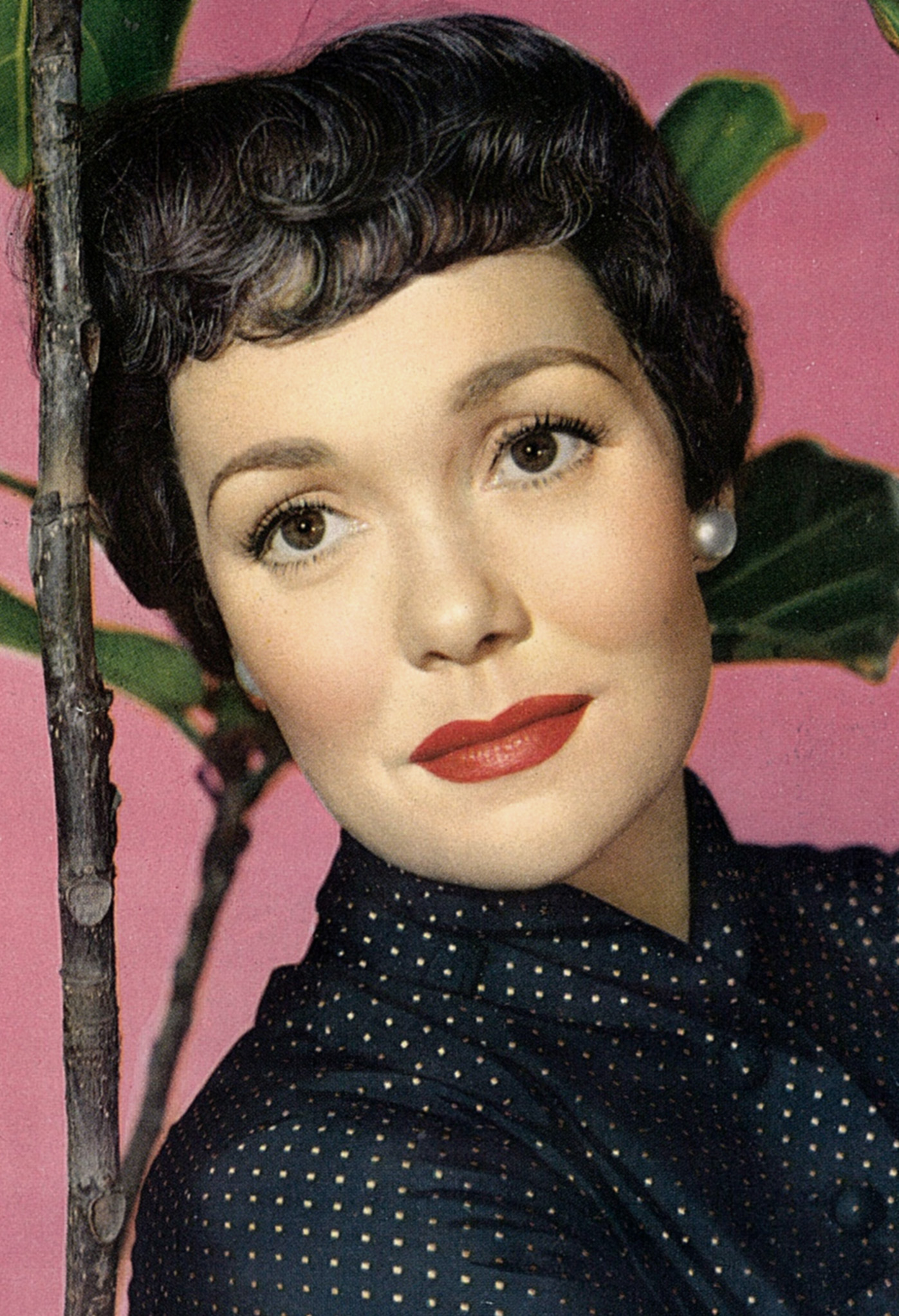
Coverbild von Jane Wyman aus dem Jahre 1953

Jane Wyman (* 5. Januar 1917 in St. Joseph, Missouri, USA; † 10. September 2007 in Palm Springs, Kalifornien, USA; eigentlich Sarah Jane Mayfield) war eine US-amerikanische Schauspielerin, die zu Beginn ihrer Karriere auch die Künstlernamen Sarah Jane Fulks und Jane Durrell nutzte. Für ihren Auftritt in Schweigende Lippen erhielt sie 1949 den Oscar als beste Hauptdarstellerin. Wyman spielte in Die wunderbare Macht und Was der Himmel erlaubt unter der Regie von Douglas Sirk. In den 1980er-Jahren erneuerte sie ihre Popularität durch ihre Mitwirkung in der erfolgreichen Fernsehserie Falcon Crest.

## Leben
Jane Wymans Eltern ließen sich scheiden, als sie vier Jahre alt war. Ihr Vater starb wenige Monate später, und die Mutter gab ihre Tochter zu Pflegeeltern. Die Schauspielerin begann ihre Karriere 1930 unter dem Namen Jane Durrell als Sängerin beim Radio. Ab 1932 erhielt sie erste Rollen in Hollywood, allerdings stets nur als Tänzerin oder Chorsängerin im Hintergrund, ohne eine Erwähnung im Abspann zu erhalten. Ab 1937 schaffte sie den Sprung zur Leading Lady in zahlreichen B-Filmen bei Warner Brothers. 1941 spielte sie in Der Schrecken der 2. Kompanie, mit dem sie in die Kinogeschichte durch den bis dahin längsten Leinwandkuss einging. Der Kuss dauerte drei Minuten und fünf Sekunden.
Der Durchbruch gelang ihr 1944 mit der Komödie The Doughgirls, die sie als exaltierte Soldatin zeigte, die aus dem Fenster ihres Hotels heraus auf Tauben schießt. Dem Regisseur Billy Wilder gefiel ihre Darstellung so sehr, dass er von ihr 1945 Probeaufnahmen für den Film Das verlorene Wochenende machte und ihr schließlich die weibliche Hauptrolle der Freundin eines von Ray Milland gespielten Alkoholikers gab. Ein Jahr später erhielt sie ihre erste Oscarnominierung in der Kategorie Beste Hauptdarstellerin für Die Wildnis ruft, in dem sie unter der Regie von Clarence Brown die Ehefrau des von Gregory Peck gespielten Farmers spielte, die durch den Verlust der meisten ihrer Kinder emotional traumatisiert ist. Ihr Heimatstudio gab ihr schließlich eine gute Rolle als taubstummes Opfer einer Vergewaltigung in dem Drama Schweigende Lippen. Bei der Vorbereitung für die Rolle steckte sich Wyman tagelang Wachs in die Ohren, um ein Verständnis für ihre Filmfigur entwickeln zu können. Für ihre Darstellung erhielt sie auf der Oscarverleihung 1949 den Oscar als beste Hauptdarstellerin.
In den folgenden Jahren war Wyman neben Doris Day der größte weibliche Star des Studios, was sich auch daran zeigte, dass Studioboss Jack L. Warner dem bisherigen Spitzenstar Bette Davis anbot, die Mutter von Wyman in der Verfilmung des Stücks Die Glasmenagerie zu spielen. Im selben Jahr, 1950, drehte sie an der Seite von Marlene Dietrich unter der Regie von Alfred Hitchcock Die rote Lola. Der Film zeigte Wyman in einer unattraktiven Aufmachung neben der glamourösen Dietrich, die einen Bühnenstar spielte. Wie Hitchcock berichtete, war Wyman mit ihrem Aussehen nicht einverstanden und beschwerte sich ununterbrochen. Entgegen vielen Gerüchten berichtete Jane Wyman später in einem Interview anlässlich der DVD-Veröffentlichung, dass die Dietrich und sie gut miteinander ausgekommen seien.
Während die Kritiken für Die Glasmenagerie und Die rote Lola eher durchwachsen waren, errang Wyman für die Rolle als aufopferungsvolle Erzieherin in Das Herz einer Mutter 1951 erneut eine Oscarnominierung als beste Hauptdarstellerin des Jahres. In den nächsten Jahren hatte Wyman ihre besten Rollen in Melodramen, darunter in zwei Filmen von Douglas Sirk. 1953 drehte sie Die wunderbare Macht und im Folgejahr Was der Himmel erlaubt, jeweils mit Rock Hudson als Filmpartner. Der finanzielle Erfolg dieser Filme verhalf ihr 1954 zu einem Platz unter den  zehn kassenträchtigsten Stars. Gelegentlich war sie auch in Komödien zu sehen, so in ihren beiden Auftritten neben Bing Crosby in Hochzeitsparade und Nur für Dich (Just for You, 1952). Danach drehte sie die romantische Komödie Ich will, daß du mich liebst (Lucy Gallant, 1955), die sie als erfolgreiche Modeschöpferin und Geliebte von Charlton Heston präsentierte, und 1956 Miracle in the Rain.
Von 1955 bis 1958 hatte Wyman mit Jane Wyman Presents The Fireside Theatre ihre eigene erfolgreiche Serie, die ihr zwei Emmy-Nominierungen einbrachte. Sie fungierte dabei in allen Folgen als Gastgeberin der Anthologie-Serie und spielte auch in vielen der Episoden selbst in unterschiedlichen Rollen mit. Auf der Kinoleinwand ließ ihr Erfolg gegen Ende der 1950er-Jahre nach. Oftmals wurde sie als reifere Dame der Gesellschaft besetzt, so war sie in diesem Rollentypus 1960 und 1961 in den beiden Walt-Disney-Produktionen Alle lieben Pollyanna und Champagner in Paris zu sehen. Im weiteren Verlauf der 1960er- und 1970er-Jahre nahm Wyman nur sehr sporadisch Schauspielangebote an. Extreme Charakterrollen für ältere Hollywood-Schauspielerinnen, wie sie ihr seit dem Erfolg von Was geschah wirklich mit Baby Jane? mehrfach angeboten wurden, wollte Wyman bewusst nicht spielen.
Ein Comeback erreichte Wyman in den 1980er-Jahren als intrigante Matriarchin „Angela Channing“ in der erfolgreichen Serie Falcon Crest, dank der sie zur höchstbezahlten Fernsehdarstellerin dieser Dekade wurde. Die schweren Folgen ihrer Diabetes zwangen Wyman ab 1990 weitgehend zum Rückzug aus dem Showgeschäft. Ihren letzten Fernsehauftritt hatte sie 1992 mit 75 Jahren in der Serie Dr. Quinn – Ärztin aus Leidenschaft, wo sie für eine Folge die Elizabeth Quinn spielte, Mutter von Dr. Michaela Quinn (gespielt von Jane Seymour). Danach zog sie sich nach über 60-jähriger Bühnen- und Fernseharbeit ins Privatleben zurück. Auf dem Hollywood Walk of Fame wurde sie in den Kategorien Film und Fernsehen mit je einem Stern geehrt.

## Privatleben
Nach einer bald gescheiterten ersten Ehe lernte Wyman 1938 bei den Dreharbeiten zu dem gemeinsamen Film Brother Rat ihren späteren zweiten Ehemann Ronald Reagan kennen, den sie 1940 heiratete. Beide waren die Lieblinge der Klatschpresse und wurden besonders von Hedda Hopper beinahe wöchentlich besucht, um über das eheliche Glück zu berichten. Aus der Ehe gingen zwei Töchter hervor: Maureen und Christine, die jedoch nur einen Tag lebte. Sohn Michael Reagan wurde von den beiden adoptiert. 1948 wurde die Ehe geschieden. Wyman schloss im Anschluss noch zwei weitere Ehen, die beide in Scheidung endeten.
Wyman war eine gute Freundin von Loretta Young, die maßgeblich zu ihrer Konversion zum Katholizismus beigetragen haben soll.
Des Weiteren wurde sie 1955 Terziarin im Dominikanerorden. Jane Wyman starb am Morgen des 10. September 2007 im Alter von 90 Jahren in ihrer Wohnung in Palm Springs eines natürlichen Todes. 2009 widmete Phillip Boa ihr einen Song.

## Filmografie (Auswahl)
- 1932: Der falsche Torero (The Kid from Spain)
- 1933: Goldgräber von 1933 (Gold Diggers of 1933)
- 1935: George White’s 1935 Scandals
- 1936: Mein Mann Godfrey (My Man Godfrey)
- 1936: Kain und Mabel (Cain and Mabel)
- 1937: Ready, Willing and Able
- 1937: Mr. Dodd Takes the Air
- 1937: Slim
- 1938: Großmaul (Wide Open Faces)
- 1938: Schnelle Fäuste (The Crowd Roars)
- 1940: Bombenerfolg (An Angel of Texas)
- 1941: Die Rächer von Missouri (Bad Men Of Missouri)
- 1941: Schrecken der 2. Kompanie (You’re in the Army Now)
- 1942: Die fröhliche Gauner GmbH (Larceny, Inc.)
- 1943: The Doughgirls
- 1943: Der Pilot und die Prinzessin (Princess O’Rourke)
- 1944: Hollywood-Kantine (Hollywood Canteen)
- 1945: Das verlorene Wochenende (The Lost Weekend)
- 1946: Tag und Nacht denk’ ich an Dich (Night and Day)
- 1946: Die Wildnis ruft (The Yearling)
- 1947: Die Modellstadt (Magic Town)
- 1947: Schmutzige Dollars (Cheyenne)
- 1948: Schweigende Lippen (Johnny Belinda)
- 1949: Glück in Seenot (The Lady Takes a Sailor)
- 1949: Ein tolles Gefühl (It’s a Great Feeling) (Cameo-Auftritt)
- 1950: Die Glasmenagerie (The Glass Menagerie)
- 1950: Die rote Lola (Stage Fright)
- 1951: Das Herz einer Mutter (The Blue Veil)
- 1951: Hochzeitsparade (Here Comes the Groom)
- 1952: Nur für Dich (Just for You)
- 1953: Ein Herz aus Gold (So Big)
- 1953: Diese Frau vergißt man nicht (Let’s Do It Again)
- 1954: Die wunderbare Macht (Magnificent Obsession)
- 1955: Was der Himmel erlaubt (All That Heaven Allows)
- 1955: Ich will, daß du mich liebst (Lucy Gallant)
- 1955–1958: Jane Wyman Show (Fernsehserie, 49 Folgen)
- 1956: Miracle in the Rain
- 1959: Ferien für Verliebte (Holiday for Lovers)
- 1960: Alle lieben Pollyanna (Pollyanna)
- 1962: Champagner in Paris (Bon Voyage!)
- 1969: Missgeschick und Eheglück (How to Commit Marriage)
- 1970: Meine drei Söhne (Fernsehserie, Folge Who Is Sylvia?)
- 1973: Amanda Fallon (Fernsehfilm)
- 1980: Drei Engel für Charlie (Fernsehserie, Folge To See an Angel Die)
- 1980: Love Boat (Fernsehserie, Folge Another Day, Another Time)
- 1981–1990 Falcon Crest (Fernsehserie, 210 Folgen)
- 1993: Dr. Quinn – Ärztin aus Leidenschaft (Fernsehserie, Folge The Visitor)

## Auszeichnungen
Oscar/Beste Hauptdarstellerin
- Oscarverleihung 1947: Nominierung für Die Wildnis ruft
- Oscarverleihung 1949: Auszeichnung für Schweigende Lippen
- Oscarverleihung 1952: Nominierung für Das Herz einer Mutter
- Oscarverleihung 1955: Nominierung für Die wunderbare Macht

Emmy Awards
Nominiert:
- 1956 Beste weibliche Hauptrolle in einer Fernsehserie (Jane Wyman Presents The Fireside Theatre)
- 1958 Beste weibliche Hauptrolle in einer Fernsehserie (Jane Wyman Presents The Fireside Theatre)

Golden Globe Awards
Gewonnen:
- 1948 Beste Filmschauspielerin (Schweigende Lippen)
- 1950 Henrietta-Award (Beliebteste Schauspielerin)
- 1951 Beste Filmschauspielerin in einem Drama (Das Herz einer Mutter)
- 1983 Beste Schauspielerin in einer Fernsehserie (Falcon Crest)

Nominiert:
- 1982 Beste Schauspielerin in einer Fernsehserie (Falcon Crest)